# Hymn Algierii
Kassaman – hymn państwowy Algierii. Został przyjęty 5 lipca 1962. Muzykę skomponował Mohamed Fawzi, a słowa napisał Moufdi Zakaria.
Transkrypcja oficjalnych słów
Qassaman Binnazilat Ilmahiqat 

Waddimaa Izzakiyat Ittahirat 

Qassa Walbonood Illamiaat Ilkhafiqat 

F'Ilgibal Ishshamikhat Ishshahiqat 

Nahno Thurna Fahayaton Aw ma maaat 

Wa Aqadna Alazma An Tahya Algazair 

Fashhadoo! Fashhadoo! Fashhadoo! 

Nahno Gondon Fi Sabil Il hakki Thorna 

Wa Ila Isstiqlalina Bilharbi Kumna. 

Lam Yakon Yossgha Lana Lamma Natakna 

Fattakhathna Rannat AIbaroodi Wazna. 

Wa Azafna Naghamat Alrashshashi Lahna 

Wa Aqadna Alazmat An Tahya Algazair. 

Fashhadoo! Fashhadoo! Fashhadoo! 

Nahno min Abtalina Nadfaoo Gondon

Wa Ala Ashlaina Nassnaoo Magdan.

Wa Ala Arwahena Nassaado Khuldan.

Wa Ala Hamatina Narfao Bandan.

Gabhato Ltahreeri Aataynaki Ahdan.

Wa Aqadna Alazma An Tahya Algazair.

Fashhadoo! Fashhadoo! Fashhadoo!

Sarkhato 'lawtani min Sah Ilfida 

Issmaooha Wasstageebo Linnida 

Waktobooha Bidimaa Ilshohadaa 

Wakraooha Libany Ilgeeli ghadan. 

Kad Madadna Laka Ya Magdo Yada 

Wa Aqadna Alazma An Tahya Algazair. 

Fashhadoo! Fashhadoo! Fashhadoo!